# حیات القلوب
حَیاتُ القُلوب (حیوة القلوب) کتابی به زبان فارسی نوشته محمد باقر مجلسی (درگذشت ۱۱۱۰ق) عالم شیعی قرن ۱۱و ۱۲ است. این کتاب در برگیرنده سرگذشت مفصل پیامبران، تاریخ زندگانی پیامبر اسلام و امامان شیعه است. مجلسی در این کتاب به نبوت عامه، خلافت علی بن ابی‌طالب، وجوب وجود امام، منصوب بودن و عصمت نیز پرداخته‌است. حیات القلوب به روش نقلی و عقلی و با بهره‌گیری از روایات نگاشته شده‌است.

## موضوع کتاب
این کتاب دربردارنده داستان زندگی پیامبران و جانشینان آنان و بعضی از قصه‌های مذکور در قرآن و سیره پیامبر اسلام و وقایع مربوط به عصر بعثت و قبل از آن و همچنین بعد از بعثت تا هجرت و از هجرت تا رحلت وی، و نیز مسئله امام‌شناسی و وجوب وجود امامان شیعه و آیات دربارهٔ امامت می‌باشد.

## انگیزه تألیف
مجلسی در مقدمهٔ کتاب، انگیزه خود را از نگاشتن این کتاب، ارائه کتابی جامع و همه‌جانبه در زمینه تاریخ زندگی پیامبر اسلام، سیره و اخلاق و معجزات و احوال و سرگذشت جنگ‌های پیامبر و نیز دلایل امامت و خلافت امامان شیعه و اخلاق و آداب امامان و فاطمه زهرا بیان کرده‌است.
البته تنها این مسئله انگیزه این نگارش نبوده‌است. بلکه از آنجا که بیشتر کتاب‌هایی که در این موضوع تا آن زمان به زبان فارسی نگاشته شده بود، بیشتر به روایاتی پرداخته شده بود که از کتابهای اهل سنت بود و از نگاه شیعه حاوی تهمت‌هایی به پیامبران الهی بود. فلذا مجلسی لازم دید کتابی بنویسد که روایات آن از اصحاب امامان شیعه باشد تا از این نقیصه دور باشد.